# Roberto Chuit Roganovich
Roberto Chuit Roganovich (Córdoba, 1992) es un escritor y músico argentino. Sus primeras dos novelas, Quiebra el álamo (2022) y Si sinteras bajo los pies las estructuras mayores (2025), obtuvieron los premios Futuröck de Novela 2022 y Clarín de Novela 2024.

## Biografía
Roberto Chuit Roganovich nació en 1992 en la ciudad de Córdoba, Argentina. Se doctoró en Letras por la Universidad Nacional de Córdoba.
En 2022, su primera novela, Quiebra el álamo, obtuvo el Premio Futuröck de Novela, y fue publicada ese mismo año. El jurado del premio estuvo conformado por el escritor Martín Kohan, el editor Luis Chitarroni y la periodista María Moreno.
El 5 de noviembre de 2024, ganó el Premio Clarín de Novela por su segunda novela, Si sintieras bajo los pies las estructuras mayores. Los escritores Mariana Enríquez, Samanta Schweblin y Alberto Fuguet, jurados de la selección, calificaron al texto como «terror ecológico», y lo llamaron complejo y «un dispositivo hipnótico cargado de tensión». El libro fue publicado en marzo del 2025.

## Vida personal
Además de su carrera como escritor, Chuit Roganovich forma parte de la banda de rock Ox en Mayo Alto, con la que editó cuatro EPs: Los famosos días de la fiebre (2020), Mot, the Valuator, Incredible God (2021), Corona di Cervo (2022) y Vulpes: del fuego, quebrador del Hielo 9 (2023).
Entre sus influencias literarias, se encuentran los escritores Alberto Laiseca, Jorge Luis Borges, Diego Muzzio, Manuel Mujica Láinez, Roberto Arlt, Leopoldo Marechal, Cormac McCarthy, Antón Chéjov y William Shakespeare.

## Obra

### Novela
- Quiebra el álamo (Futuröck Ediciones, 2022)
- Si sintieras bajo los pies las estructuras mayores (2025, Clarín-Alfaguara)

## Discografía

### Con Ox en Mayo Alto
- Los famosos días de la fiebre (2020)
- Mot, the Valuator, Incredible God (2021)
- Corona di Cervo (2022)
- Vulpes: del fuego, quebrador del Hielo 9 (2023)

## Premios
- 2022: Premio Futuröck de Novela por Quiebra el álamo.[13]
- 2023: Concurso de Letras del Fondo Nacional de las Artes por Todos los terneros y los pumas.[2]
- 2024: Premio Clarín de Novela por Si sintieras bajo los pies las estructuras mayores.[10]